# Икона Феодора Стратилата из монастыря Святого Пантелеимона
Икона Феодора Стратилата из монастыря Святого Пантелеимона — керамическая икона, один из сохранившихся образцов Преславской керамики. На ней изображён святой, лик которого напоминает элементы византийской иконографии святого Феодора Стратилата.

## Общие сведения
Она была найдена в начале XX века в процессе раскопок в пещерном ските горы Патлейна, в двух километрах от города Преслава. На иконе отсутствуют отметки о том, какой святой изображён на иконе. Наряду с этой иконой были найдены иконы Богородицы и ветхозаветных святых.
Икона Святого Феодора Стратилата набрана из квадратных фрагментов, длина стороны плитки примерно 12 см. Все найденные плитки покрыты глазурью. На сегодняшний день это единственный сохранившийся образец Преславской керамики. Существует гипотеза о том, что у этой керамики был прототип в Византийской империи, но сам этот прототип не сохранился. Вполне вероятно, что его прототип был такого изображения византийской эпохи создания, но это только гипотеза.
Это предположение связано с характерными цветами картины, а также техникой исполнения иконы, подобной технике старых картин древних византийских рукописей. По мнению искусствоведов, керамическая икона является произведением искусства, в котором неизвестный художник выразил духовный внутренний мир святого. Произведение выполнено на высоком художественном уровне, ему соответствует высокое качество самого носителя — керамической плитки.
Эта икона является образцом работы болгарских живописцев средневековья.

## Преславская керамика
Преславская расписная керамика возникла как направление искусства после строительства новой болгарской столицы — города Преслав. В регионе было месторождение глины каолинитической природы, это стало основой для возникновения и процветания этого художественного ремесла. Керамика стала новым направлением развития болгарского искусства конце IX — начале XX веков. Произведения этого направления считаются замечательными достижениями прикладного искусства периода Золотого века болгарской культуры (времена Первого Болгарского царства).
Вопрос о происхождении искусства преславской керамики является предметом научных споров.
- По одной версии, преславская керамика имеет восточное происхождение — мастера Востока обучили учеников из Преслава, таким образом было создано местная керамическая школа.
- Существует альтернативное мнение о том, что восточное происхождение керамики стало уже дополнением стержневой идеи, почёрпнутой в Византии, в керамических мастерских Константинополя.

Керамика Преслава в основном предназначалось для украшения светских и церковных зданий. Она использовалась в основном для полов, облицовки стен и каменных колонн. Кроме того, керамика активно использовалась во внутренней и внешней отделке культовых зданий, реже применялся для гражданских зданий. Чаще всего на керамической плитке были изображены стилизованные растительные мотивы и различные геометрические фигуры. Такие изображения, расположенные бок о бок являлись характерной особенностью Преславской керамики. Существовали и мозаики из плиток, когда на отдельные плитки были написаны части человека или животного.
Из них составлялись иконы подобные этой.
Керамические плитки создавались в специальных мастерских, которые были расположены при некоторых монастырях. В этих мастерских происходило создание плитки как сплав искусства художников и мастерства специалистов по керамике.
В непосредственной близости от города Преслав было несколько таких мастерских, которые были расположены в монастырях. Специалисты отмечают высокую художественную ценность Преславской керамики, особенно отмечаются плитки с христианскими сюжетами.
Наиболее ценными считаются образцы плитки с изображением святых — керамические иконы. Стилистика икон на керамической плитке сильно напоминает изображения искусства религиозных направлений Византии в эпоху Македонской династии. Такой византийский художественный стиль был распространён в Малой Азии и Сирии. Особенности этих произведений искусства делают Преславскую керамику важной частью искусства, процветавшего на Балканах в X веке
Монастырь на горе Патлейна, по мнению археологов, был наиболее крупным производителем знаменитой Преславской керамики того времени. Образ иконы, найденной в монастыре и других икон состоит из отдельных плиток. Эти плитки могли быть созданы разными монахами в окружающих монастырях, которые занимались живописью по плитке и создавали искусство болгарской керамики.
Само производство плитки было сконцентрировано вокруг горы Патлейна, где находились карьеры белой глины. Вокруг карьеров были построены отдельные производственные здания, при раскопках которых были найдены материалы, инструменты и другие компоненты керамического производства. Вероятно, в окрестностях монастыря находились мелкие мастерские, в которых также производилась художественная керамика.